# Бруно Ріхтер
Бруно Ріхтер (нім. Bruno Richter; 23 листопада 1914 — 6 червня 1993, Берлін) — німецький офіцер, ротмістр вермахту (1 червня 1944). Кавалер Лицарського хреста Залізного хреста з дубовим листям.

## Біографія
16 жовтня 1934 року поступив на службу в 10-й кінний полк. В 1939 році служив у 24-му фузілерному (розвідовальному) батальйоні, унтер-офіцер. Учасник Польської, Французької і Східної кампаній. З 1 червня 1944 року — командир 24-го фузілерного батальйону. Учасник важких оборонних боїв в Курляндії. 8 травня 1945 року здався в полон радянським військам. В 1949 році звільнений.

## Нагороди
- Залізний хрест
  - 2-го класу (25 вересня 1939)
  - 1-го класу (20 квітня 1942)
- Штурмовий піхотний знак в сріблі
- Медаль «За зимову кампанію на Сході 1941/42»
- Нагрудний знак ближнього бою в сріблі
- Лицарський хрест Залізного хреста з дубовим листям
  - Лицарський хрест (26 листопада 1944)
  - Дубове листя (№ 825; 8 квітня 1945)
- Почесна застібка на орденську стрічку для Сухопутних військ (25 березня 1945)